# Brachygluta lefebvrei lefebvrei
Brachygluta lefebvrei lefebvrei é uma subespécie de insetos coleópteros polífagos pertencente à família Staphylinidae.
A autoridade científica da subespécie é Aube, tendo sido descrita no ano de 1833.
Trata-se de uma subespécie presente no território português.